# Ifigenia Etiopska
Ifigenia Etiopska – święta chrześcijańska z I wieku, której życie zostało opisane głównie w Złotej legendzie autorstwa Jakuba de Voragine.
Według tradycji chrześcijańskiej św. Mateusz, Apostoł i Ewangelista, spotkał ją, gdy ta głosiła Ewangelię w Nubii i Etiopii. Nawrócona na chrześcijaństwo, jako pierwsza w regionie poświęciła się Chrystusowi jako dziewica i zakonnica, zostając przeoryszą klasztoru liczącego ponad dwieście kobiet.